# إليس هووكس
إليس هووكس (بالإنجليزية: Ellis Hooks)‏ هو كاتب أغاني ومغني أمريكي، ولد في 1974 في باي مينيتي في الولايات المتحدة.

## وصلات خارجية
- إليس هووكس على موقع ميوزك برينز (الإنجليزية)
- إليس هووكس على موقع ديسكوغز (الإنجليزية)